# Hiero.Ru
Hiero.Ru (Иероглиф) — сайт-галерея. Участники могут размещать на нём фото, художественные и компьютерные произведения, а также обсуждать работы других участников. Регистрация на сайте производится по приглашениям. Правила разрешают присылать не более одной работы в течение 36 часов. Создатели и владельцы сайта Давид Мзареулян и Сергей Козинцев. Разработчик программного кода Давид Мзареулян.
В 2000, 2001 и 2002 сайт номинировался на Национальную Интернет Премию:
- В 2000 году в номинации «Искусство» [1].
- В 2001 году в номинации «Изобразительное искусство и музеи» [2].
- В 2002 году в категории «Изобразительное искусство и музеи»[3].

В 2003 году сайту была присуждена премия РОТОР++ в номинации «Художественный сайт года».

## Известные проекты
- Проект «Чебурген»[5], создан в 2003 году художниками Андреем Кузнецовым и Максимом Покалёвым. Проект собрал более двухсот художественных работ и фотографий различных авторов, изображающих героев мультфильмов о Чебурашке и Крокодиле Гене в пародийном и юмористическом контексте. Среди наиболее интересных работ проекта — серия «Чебураки» Андрея Кузнецова, включающая пародии на кинофильмы и исторические события.